# Musée du Moyen Âge (Suède)

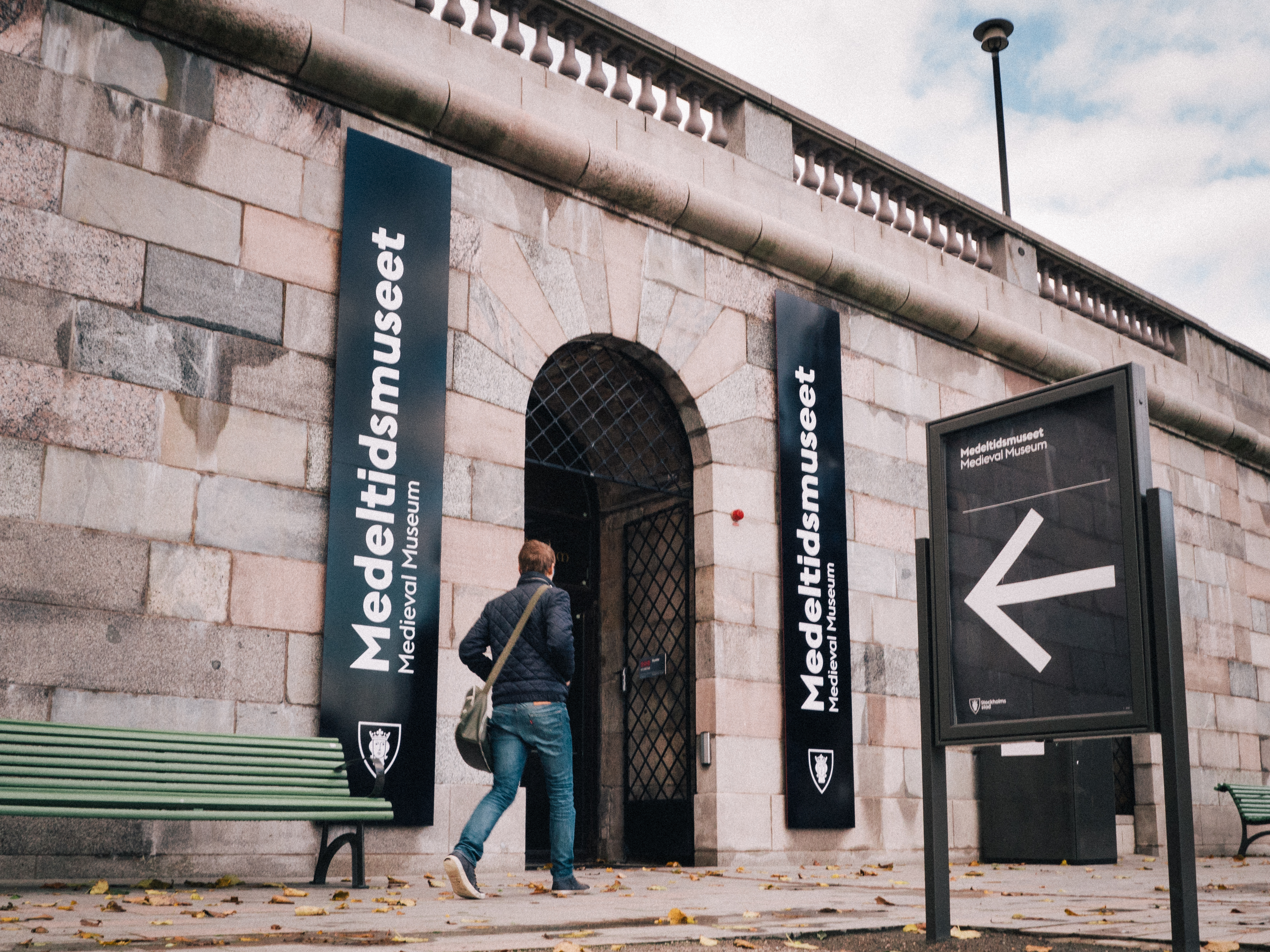
Entrée du musée médiéval depuis le jardin public Strömparterren, près du pont Norrbro, à Stockholm.

Le musée du Moyen Âge (en suédois : Medeltidsmuseet), appelé auparavant le musée du Moyen Âge de Stockholm, est un musée situé à Stockholm, sur l'île de Helgeandsholmen, et consacré à l'histoire médiévale de Stockholm. 
Le musée est situé plus précisément sous l'esplanade Riksplan du palais de la Diète nationale de Suède et sous le pont Norrbro. 

## Histoire

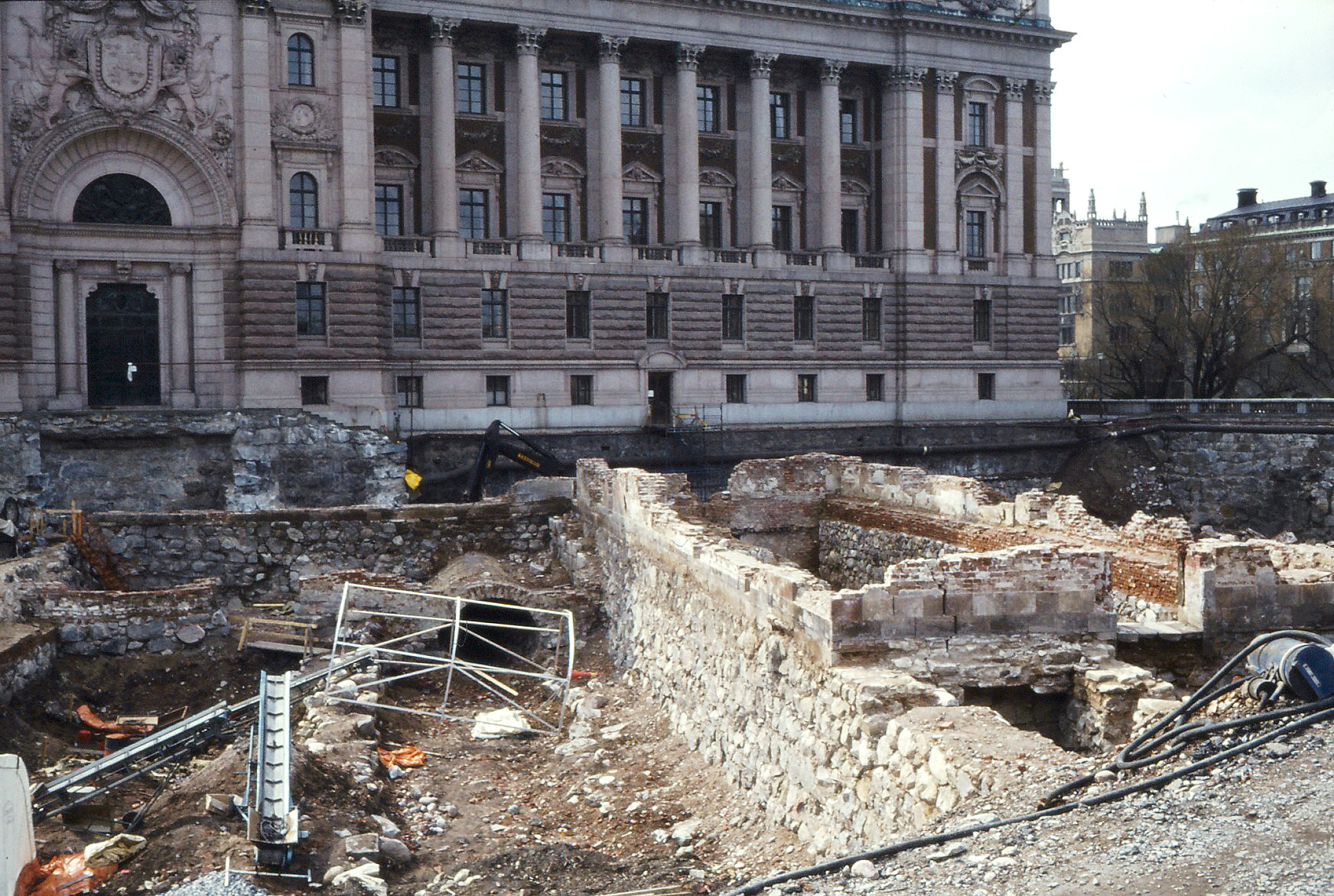
Le musée est construit sur le site des fouilles archéologiques Riksgropen, ici une photo des fouilles de l’été 1978.

Dans le cadre de la reconstruction du Parlement suédois de 1978 à 1983, la construction d'un grand parking est prévue sous l'esplanade Riksplan et des fouilles archéologiques sont effectuées, appelées Riksgropen. Afin de préserver les découvertes archéologiques pour la postérité et les rendre accessibles au public, le projet du parking est finalement annulé, et remplacé par le musée. 
Le musée du Moyen Âge est construit sous la responsabilité de l'archéologue et directrice du musée, Margareta Hallerdt. La scénographe Kerstin Rydh est attachée à sa conception. L'architecture est confiée à Torbjörn Olsson du cabinet d'architectes AOS Arkitekter. En 1986, le musée du Moyen-Âge de Stockholm, son nom d'origine, ouvre ses portes et remporte un énorme succès auprès du public. La même année, le musée gagne le prix du Musée européen de l'année. 
Le musée du Moyen Âge présente les origines de la ville et son développement médiéval. Il est construit autour de quelques vestiges de monuments anciens, comme les restes des remparts de la ville du début du XVIe siècle, découverts lors des fouilles archéologiques sur Helgeandsholmen de 1978 à 1980. La surface d'exposition est de 1 750 m² et le nombre d'objets exposés est d'environ 850. Les objets proviennent de toute la zone urbaine. 
Le 15 juin 2007, le musée du Moyen Âge de Helgeandsholmen ferme ses portes en raison de la restauration du pont Norrbro. Pendant cette période, le musée bénéficie d'une salle d'exposition temporaire à la Maison de la culture. Le 24 janvier 2010, le musée rouvre ses portes à son ancien emplacement sous le Norrbro, rénové et modernisé.

## Photos des reconstitutions

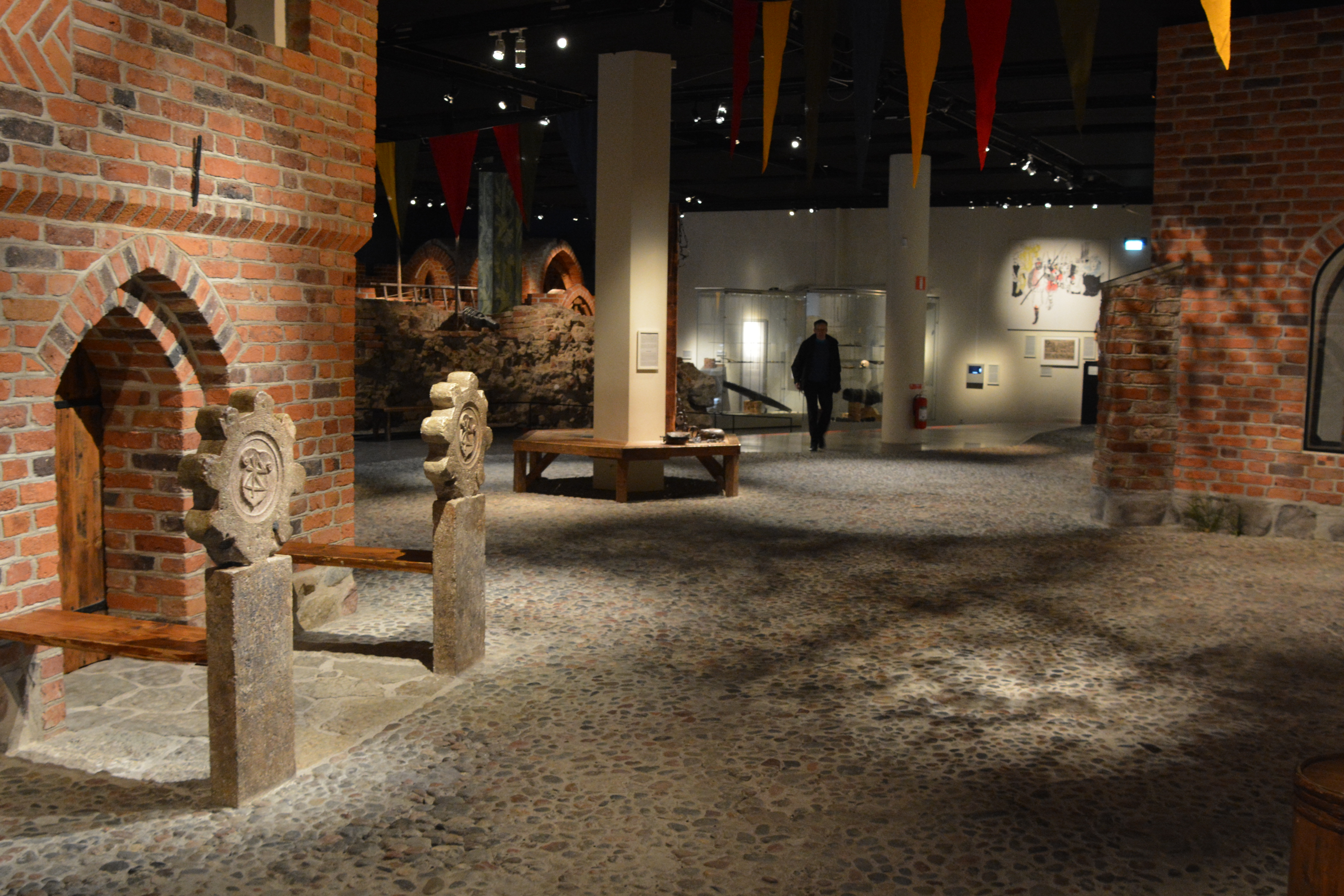
Vue de l'intérieur du musée
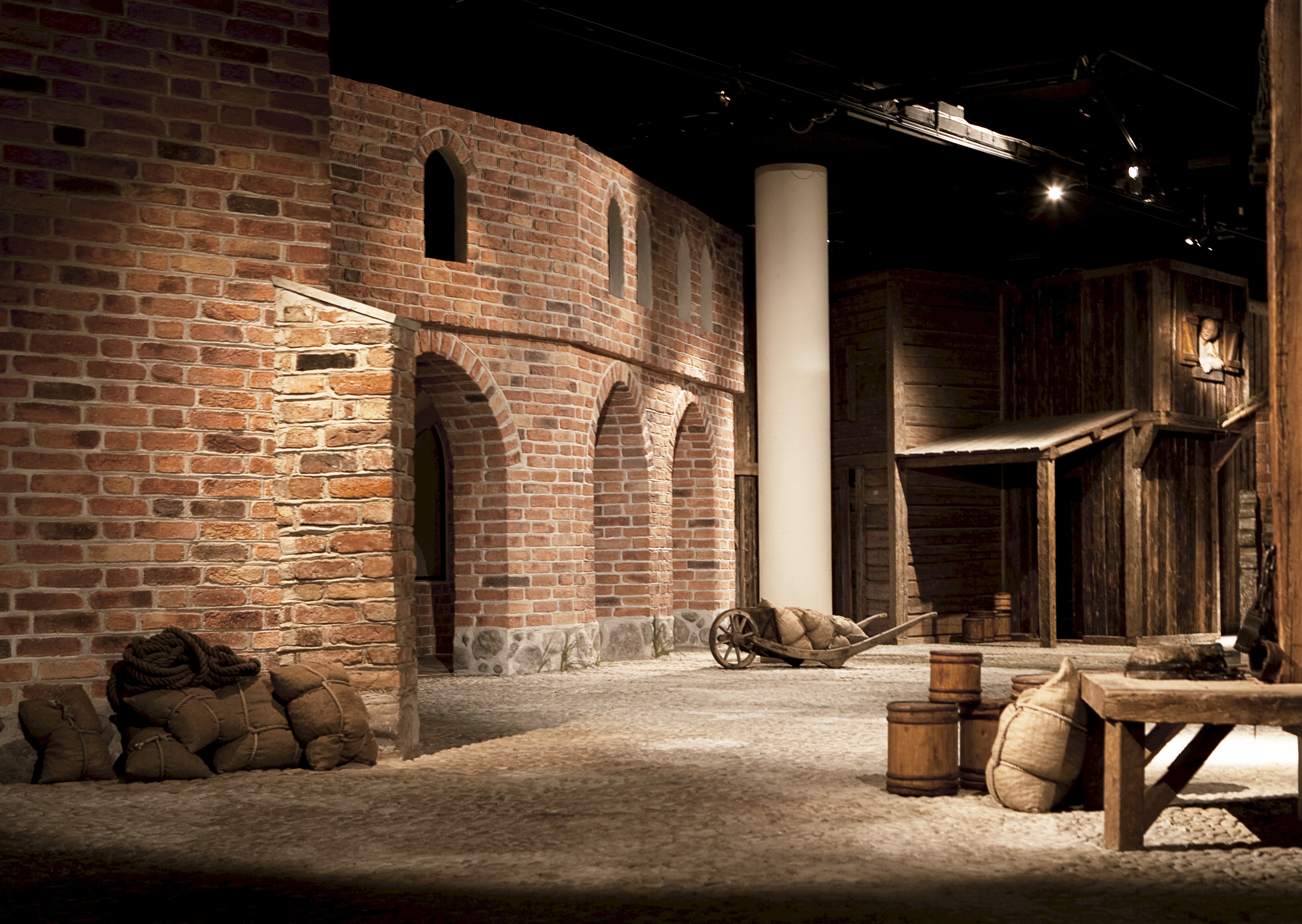
La place entourée de bâtiments
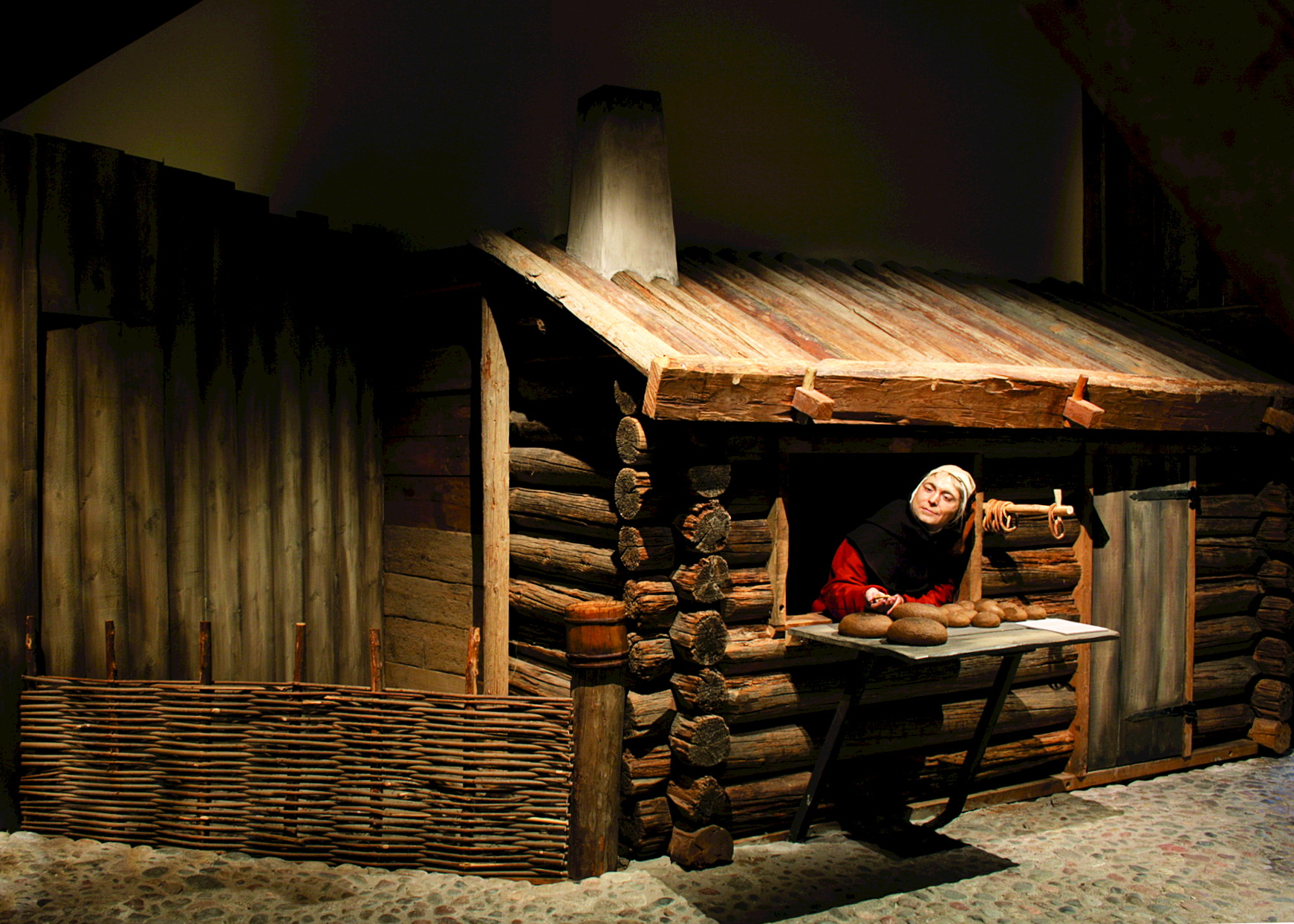
La boulangerie
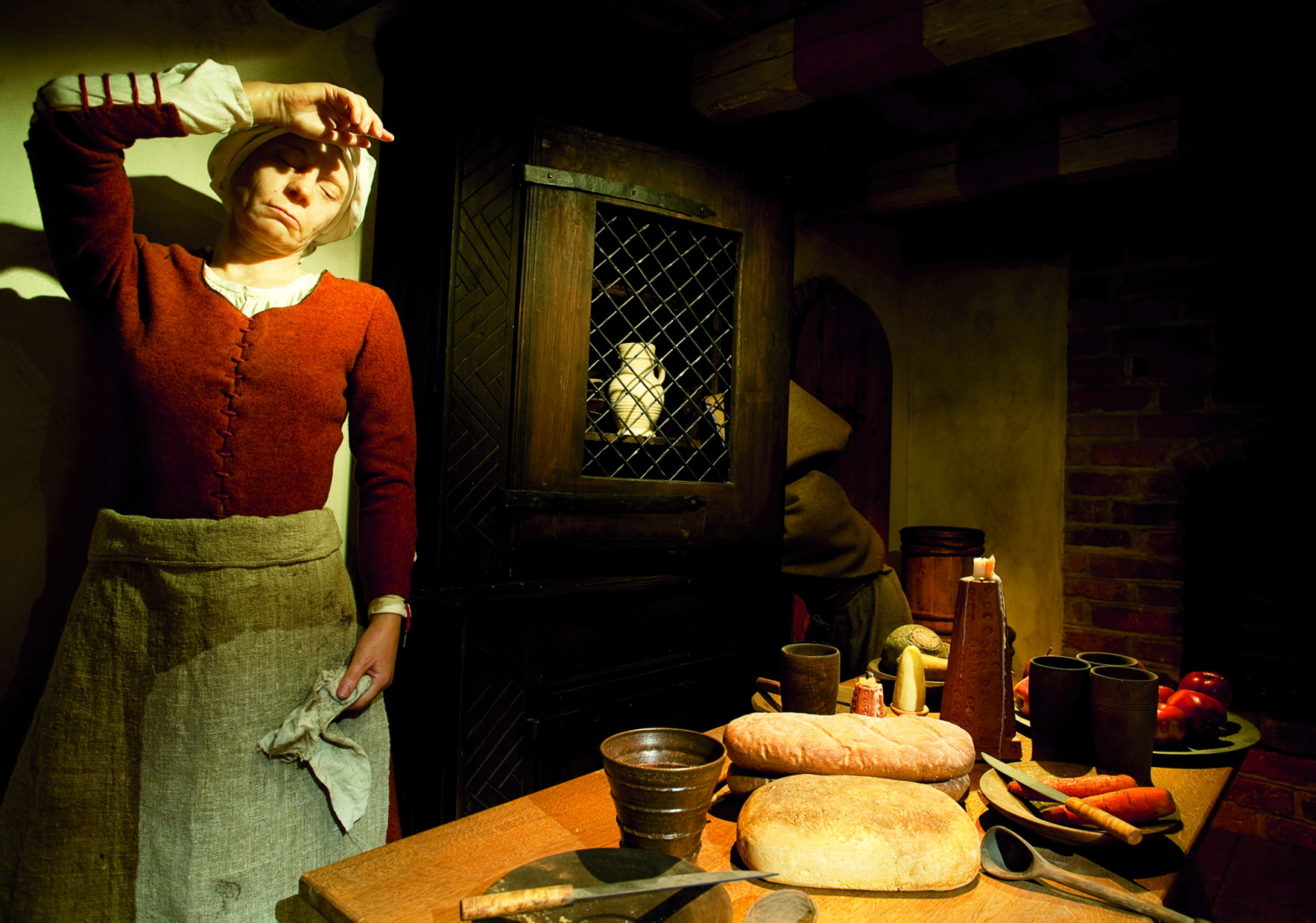
La taverne
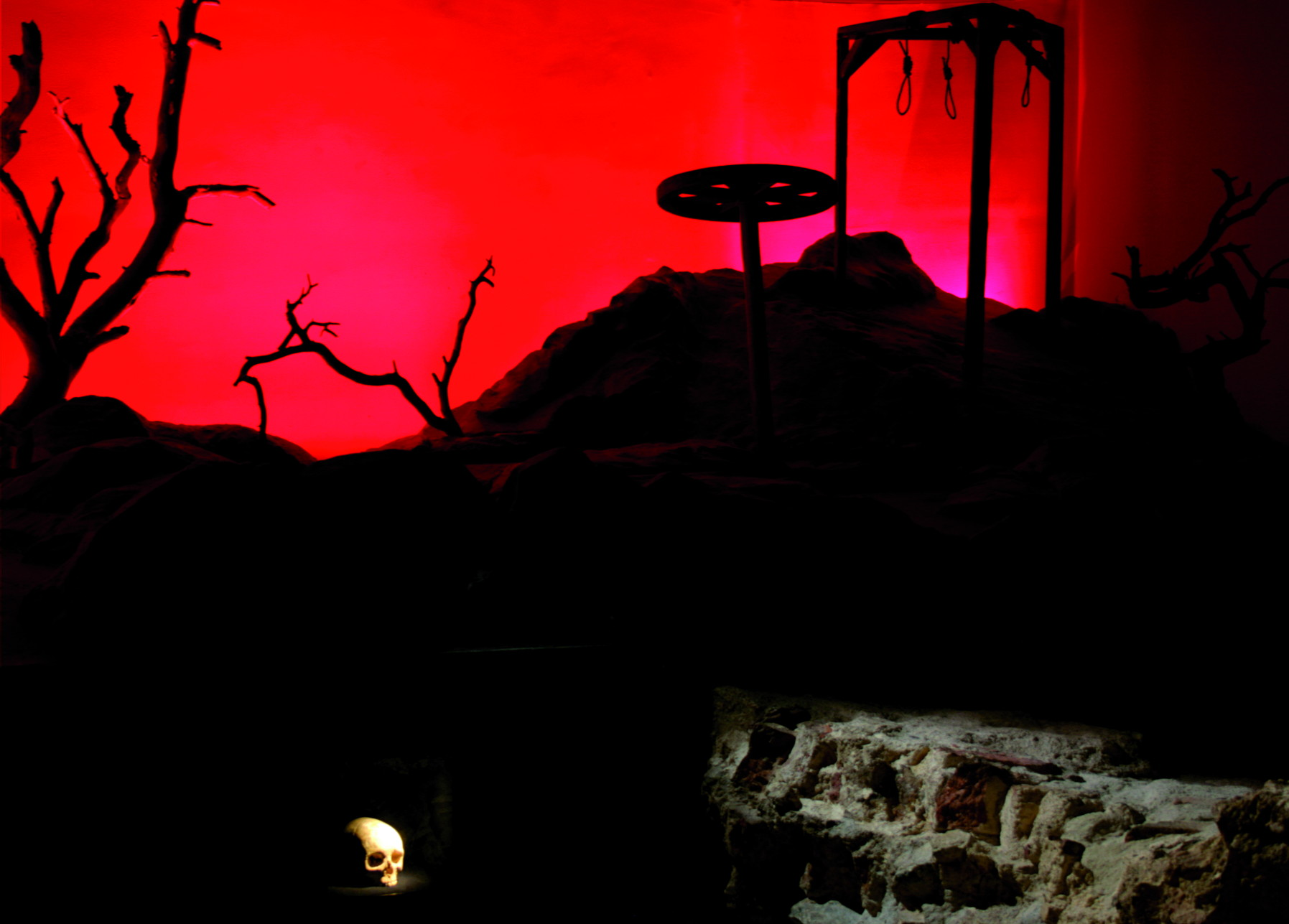
La place d’exécution par pendaison

## Expositions

### Le bateau de Riddarholm
L'une des plus belles pièces du musée est le bateau de Riddarholm, un navire de plus de 20 mètres de long de la fin du Moyen Âge, retrouvé en 1930 lors des travaux de dragage dans le canal de Riddarholm situé au sud-est au large de l'île de Riddarholmen. Il ressemble aux bateaux paysans du Moyen-Âge venant du lac Mälaren et de l'archipel de Stockholm pour s'amarrer à Riddarholmen, caractérisés par un mât, une voile et une étrave couverte. Le navire avait été équipé pour la défense de Stockholm au cours de la dernière partie du XIVe siècle. La découverte de ce navire est à l'origine directe de la fondation du Musée de la ville de Stockholm et en constitue le premier objet archéologique enregistré. Sa découverte est considérée comme étant peut-être la plus importante réalisée dans la région de Stockholm.

### Les remparts de la ville
Une autre attraction du musée est une section d'environ 55 mètres de long des anciens remparts de la ville de Stockholm, excavée entre 1978 et 1981 dans le cadre du réaménagement du Palais de la Diète nationale de Suède (voir aussi le Riksgropen). C'est la découverte de ce mur qui est à l'origine de la fondation du Musée du Moyen Âge. 

### Pierres runiques
Le musée possède la pierre runique Sö 274, probablement située à l'origine près de Slussen, ainsi qu'une copie de l'inscription runique d'Uppland U53, dont l'original est encastré dans un mur situé à la jonction de Prästgatan et Kåkbrinken dans la vieille ville. 

## Photos des expositions

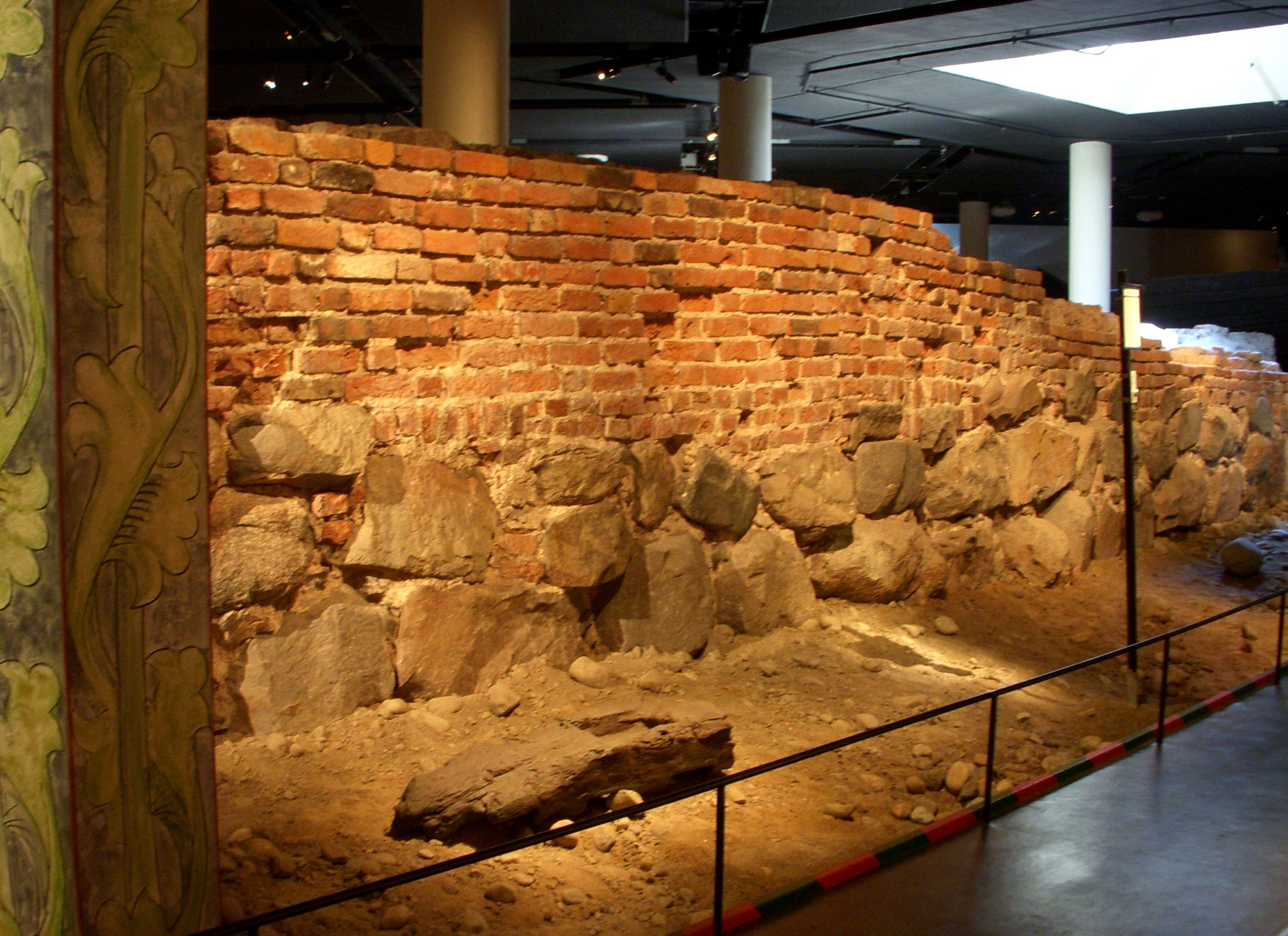
Une partie des anciens remparts
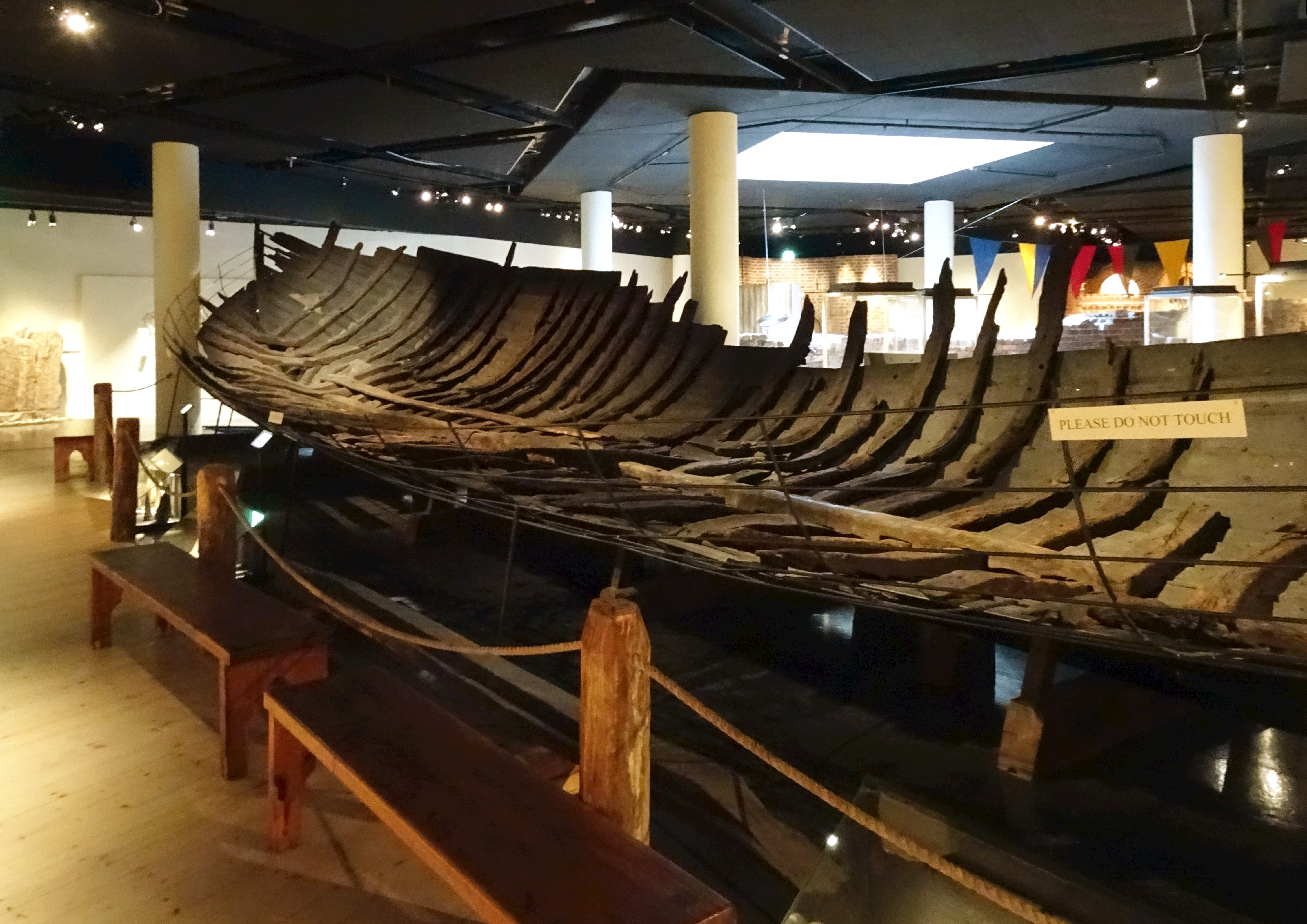
Le bateau de Riddarholm
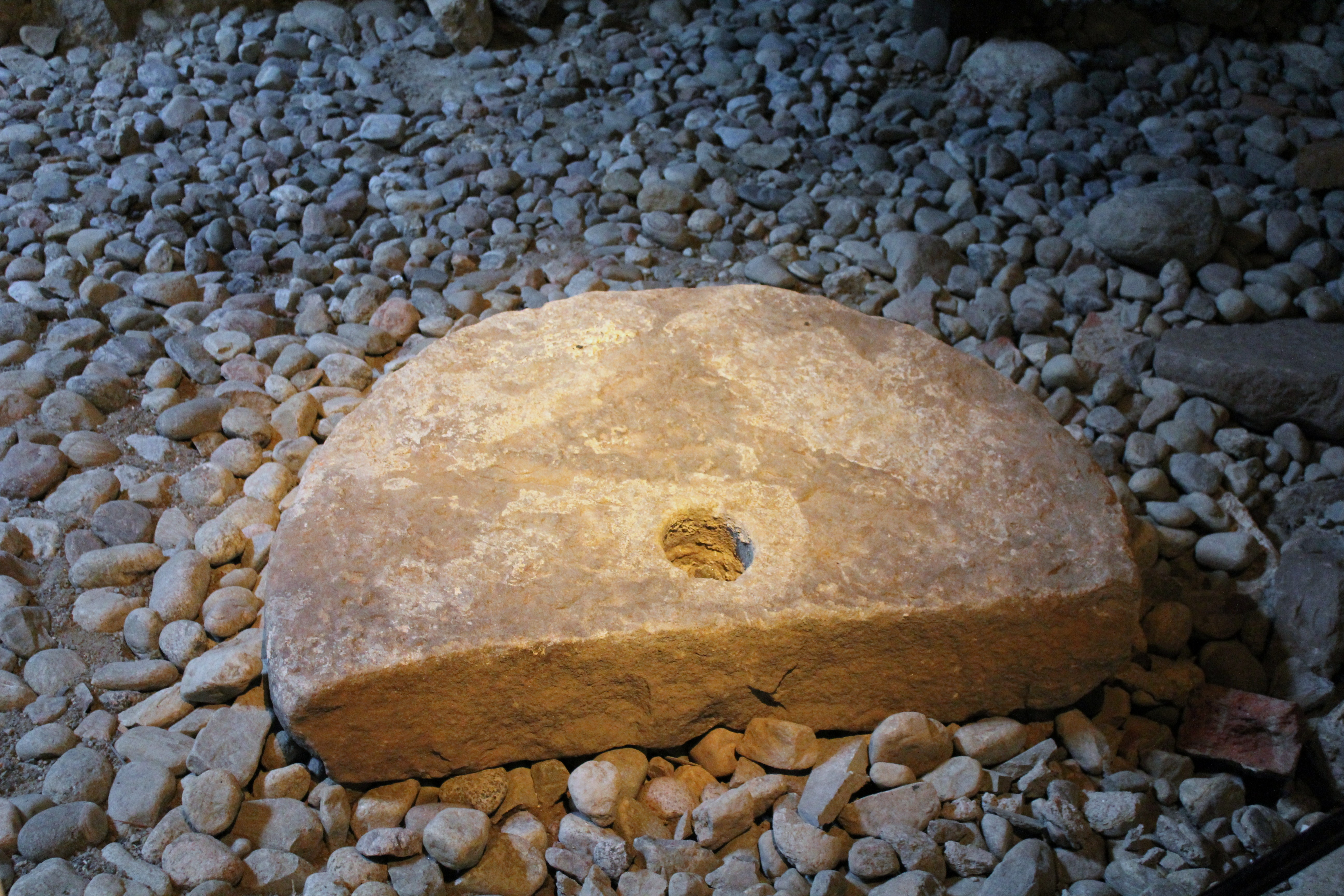
Un fragment de meule
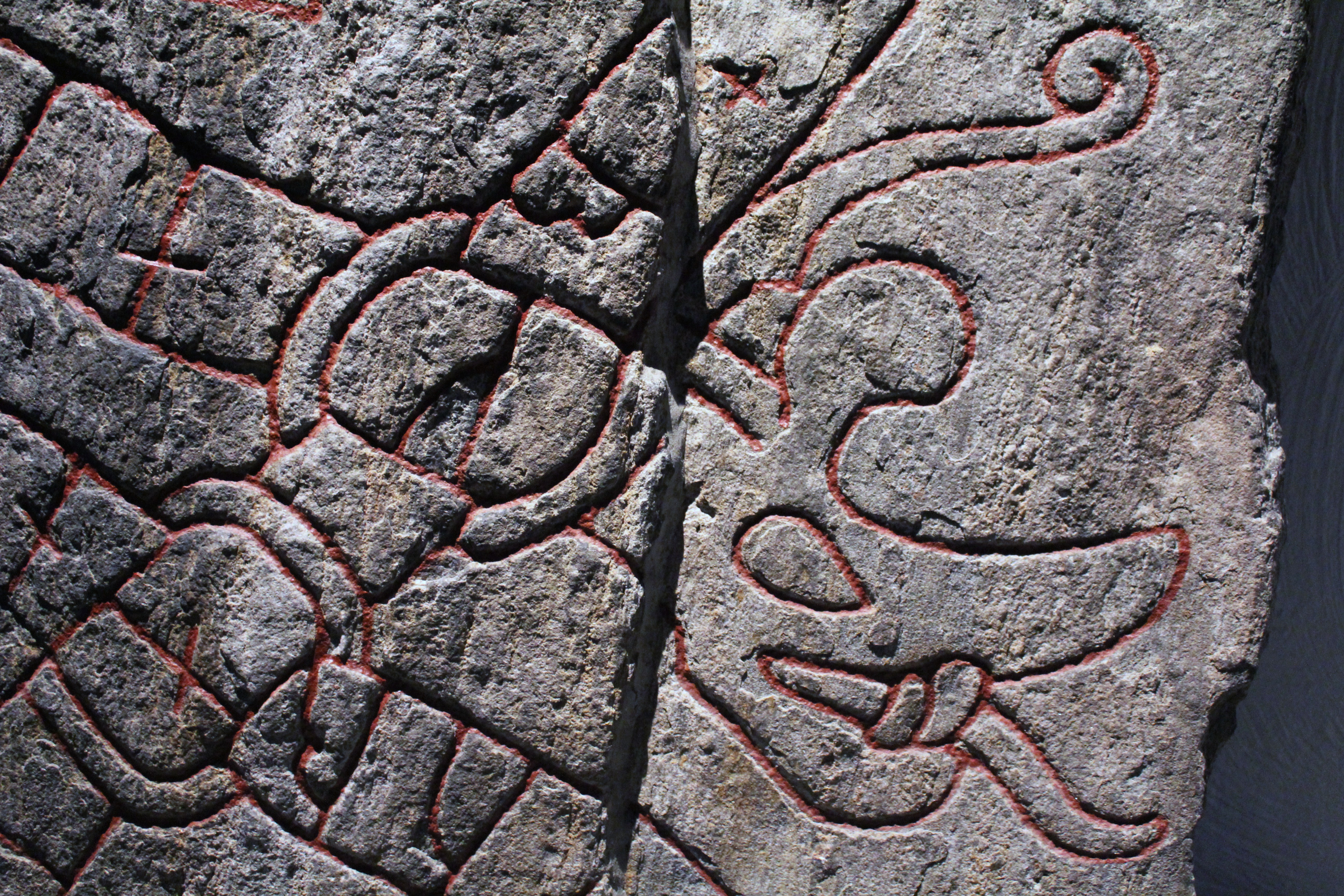
Détail de la pierre runique Sö 274

## Monastère des Frères noirs
Le musée comprend également deux caves voûtées, préservées des bâtiments du monastère des Frères noirs dans le bloc Vénus au 4 Södra Benickebrinken, près de Österlånggatan dans la vieille ville, qui servaient à l'origine de refuge pour les voyageurs. 